# Джулай (праздник)
Джула́й (англ. July — «Июль»), или Джула́й Мо́рнинг (англ. July Morning — «Июльское утро»), — ежегодный молодёжный праздник в Болгарии, отмечающийся с 30 июня по 1 июля; зародился в начале 1980-х годов. Праздник назван в честь песни «July Morning» британской рок-группы Uriah Heep. В ночь на 1 июля к черноморскому побережью Болгарии со всех концов страны стекаются группы молодых людей, которые вместе проводят время на берегу моря и встречают первые лучи восходящего солнца музыкой, песнями и танцами.

## История
Праздник Джулай Морнинг возник как праздник хиппи в болгарском городе Варне в 1985 году (по другим данным — в 1980 году), когда впервые группа молодых людей с гитарами собралась на берегу Чёрного моря, играла, пела и встречала восход солнца. Впоследствии это стало ежегодной традицией. Спустя годы празднование было перенесено в село Варвара муниципалитета Царево.
Тысячи людей продолжают отмечать Джулай каждый год и по сей день. В период с 2007 по 2015 год отмечается с участием Джона Лоутона на самом восточном побережье — близ скал у села Камен Бряг.